# Thomas Nyström (läkare)
Thomas Nyström, född 1962 i Lidköping, är en svensk professor i medicin med inriktning på diabetes vid Karolinska Institutet och överläkare vid Södersjukhuset.
Han avlade läkarexamen 1994 och blev sedan legitimerad läkare 1997, specialist i internmedicin 2002 och specialist i endokrinologi och diabetologi samt överläkare vid Södersjukhuset 2006. Han disputerade vid Karolinska Institutet 2005 på en avhandling om dysfunktion i endotelceller hos patienter med diabetes typ 2 och kärlsjukdom. Han utnämndes till docent vid Karolinska Institutet 2012 och sedan år 2017 till professor vid samma lärosäte. Hans forskning har fokuserat på sambandet mellan diabetes och hjärtkärlsjukdom, bland annat genom att fokusera på hormonet GLP-1.